# إنيفرات
إنيفرات (بالبلغارية: Енев рът)‏ قرية تقع إدارياً ضمن Sevlievo ‏ في بلغاريا. ويبلغ عدد سكانها 16 نسمة حسب تعداد 15 مارس 2015. تعتمد إنيفرات للبريد على الرمز البريدي 5469 وللاتصالات على رمز الاتصال الهاتفي المحلي 067390.